# Bryum gerwigii
Bryum gerwigii är en bladmossart som beskrevs av Limpricht 1892. Bryum gerwigii ingår i släktet bryummossor, och familjen Bryaceae. Inga underarter finns listade i Catalogue of Life.